# Тепловидільний елемент

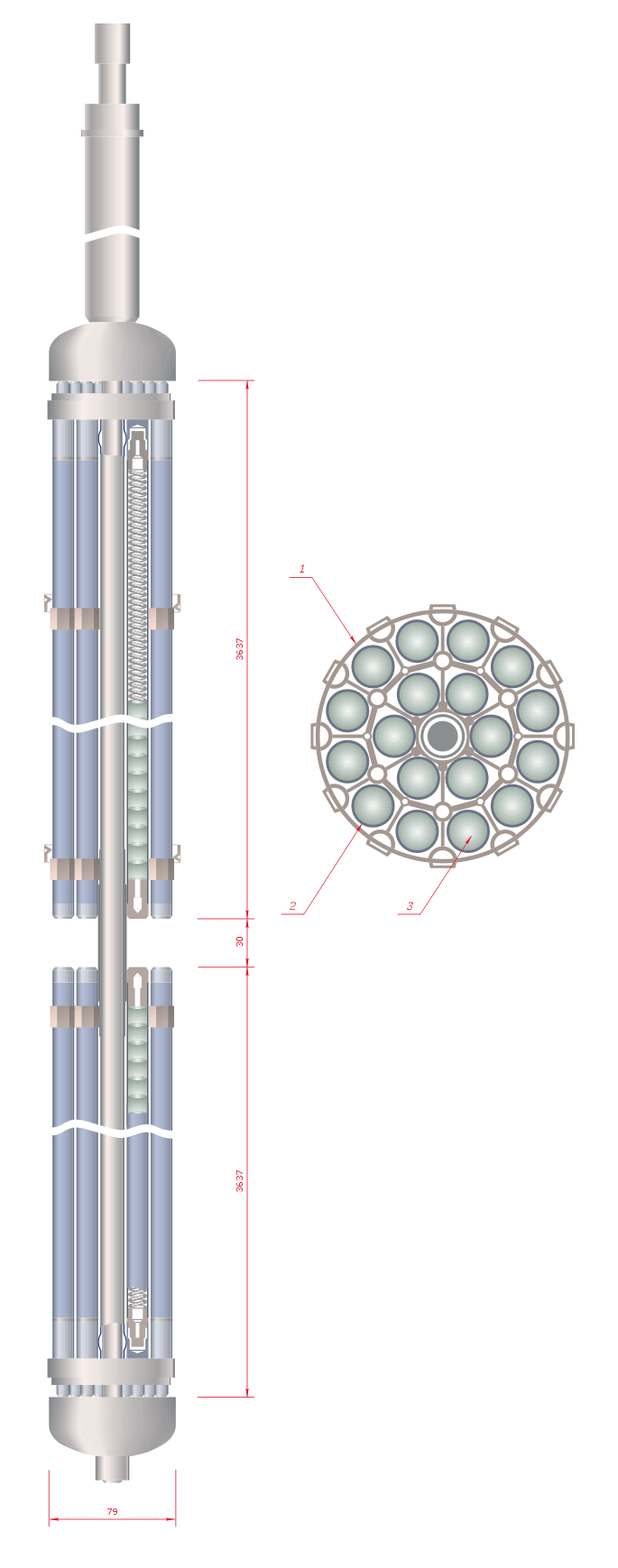
Збірка ТВЕЛів (ТВЗ) реактора РБМК:
1 — Дистанційна арматура.
2 — Оболонка ТВЕЛа.
3 — Пігулки діоксиду урану.

Тепловидільни́й елеме́нт (ТВЕЛ) — головний конструктивний елемент активної зони ядерного реактора, в якому знаходиться ядерне паливо. У ТВЕЛах відбувається ділення важких ядер 235U, 239Pu або 233U, що супроводжується виділенням теплової енергії, яка потім передається теплоносію. Для зручності обслуговування та заміни, ТВЕЛи зібрані у тепловидільні збірки.

## Види
- твел контейнерного типу з таблеткою UO2
- дисперсійний  (композитний) твел на основі ураномісткого палива (U-Mo, U-Zr-Nb, U3Si) з матрицею з цирконієвих сплавів (METMET).[1]

## Конструкція

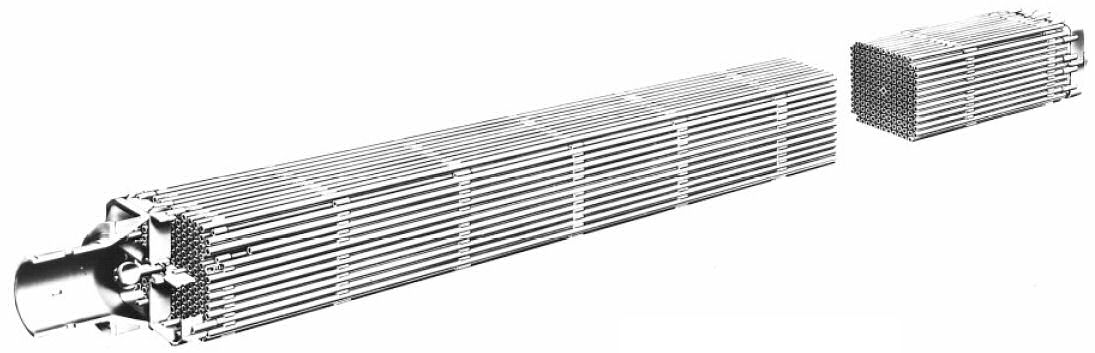
Зв'язка ТВЕЛів

ТВЕЛи складаються з паливного осердя, оболонки з радіаційно стійкого металу і кінцевих деталей. Тип ТВЕЛа визначається типом, призначенням реактора і параметрами теплоносія. ТВЕЛ повинен забезпечити надійне відведення тепла від палива до теплоносія.
У більшості сучасних промислових реакторів (ВВЕР, РБМК), ТВЕЛом є стрижень діаметром близько двох сантиметрів і довжиною у декілька метрів.